# Велика Британія на літніх Олімпійських іграх 1936
На літніх Олімпійських іграх 1936 року Велику Британію представляли 208 спортсменів (171 чоловік та 37 жінок). Вони завоювали 4 золотих, 7 срібних і 3 бронзових медалі, що вивело збірну на 10-е місце у неофіційному командному заліку.

## Медалісти
| Медаль | Спортсмен                                                                  | Вид спорту            | Дисципліна                                |
| ------ | -------------------------------------------------------------------------- | --------------------- | ----------------------------------------- |
| Золото | Крістофер Боардман Майлс Беллвілл Расселл Гармер Чарльз Ліф Леонард Мартін | Вітрильний спорт      | Клас «6 метрів»                           |
| Золото | Джек Бересфорд Дік Саутвуд                                                 | Академічне веслування | Чоловіки, двійки                          |
| Золото | Фредерік Волфф Годфрі Ремплінг Вільям Робертс Годфрі Браун                 | Легка атлетика        | Чоловіки, естафета 4 × 400 м              |
| Золото | Гарольд Вітлок                                                             | Легка атлетика        | Чоловіки, ходьба 50 км                    |
| Срібло | Томас Брістоу Алан Баретт Пітер Джексон Джон Стеррок                       | Академічне веслування | Чоловіки, четвірки розпашні без рульового |
| Срібло | Годфрі Браун                                                               | Легка атлетика        | Чоловіки, 400 м                           |
| Срібло | Дональд Фінлей                                                             | Легка атлетика        | Чоловіки, 110 м з бар'єрами               |
| Срібло | Ернест Гарпер                                                              | Легка атлетика        | Чоловіки, марафон                         |
| Срібло | Ейлін Гіскок Вайолет Олні Одрі Браун Барбара Берк                          | Легка атлетика        | Жінки, естафета 4 × 100 м                 |
| Срібло | Дороті Одам                                                                | Легка атлетика        | Жінки, стрибки у висоту                   |
| Срібло | Девід Девней Браян Фовлер Гамфрі Патрік Ґіннесс Вілльям Ганйд              | Поло                  | чоловіки                                  |
| Бронза | Алек Скотт Едвард Говард-Вайс Річард Фаншо                                 | Кінний спорт          | Кінне триборство, командна першість       |
| Бронза | Ернест Міллс Гаррі Гілл Ернест Джонсон Чарльз Кінг                         | Велоспорт             | Чоловіки, командна гонка переслідування   |
| Бронза | Пітер Скотт                                                                | Парусний спорт        | Клас «Олімпік-1936»                       |